# Consulat du Népal à Lhassa
La Mission diplomatique népalaise à Lhassa, devenue le Consulat du Népal à Lhassa, a été ouverte en 1792,.

## Terminologie
Dans sa traduction de l'allemand en français de Sept ans d'aventures au Tibet d'Heinrich Harrer, Henry Daussy écrit que l'« ambassadeur du Népal » inaugura le Dhasera à Lhassa. L'édition en anglais emploie le mot de « legation » (légation) : « the Nepalese Legation ».
Lakhan Lal Mehrotra, homme politique indien, utilise le terme anglais d'« ambassador » (ambassadeur) pour qualifier le représentant népalais à Lhassa en 1947, période considérée comme celle de l'indépendance du Tibet par l'Inde.

## Histoire
La mission diplomatique népalaise est établie à Lhassa en 1792 à la suite de l'invasion du Tibet par les Gurkhas.
Le traité entre le Népal et le Tibet de 1856 signé le 24 mars donna au Népal le droit de nommer ses envoyés au Tibet, les Vakil ou Bhardar,. Selon Charles Bell, ils ne devaient pas être choisis parmi la communauté newar. Entre 1856 et 1956, 20 agents népalais se succédèrent à Lhassa. Avant 1856 et depuis le milieu du XVIIe siècle, selon la tradition, un Nayak était nommé, généralement, il s'agissait du chef des commerçants népalais au Tibet. 
Après l'abrogation du traité en 1956, la mission diplomatique du Népal à Lhassa n’est plus qu’un consulat. Cependant, à ce jour, le Népal reste le seul pays disposant d’une représentation diplomatique à Lhassa.
En 2012, Pékin a financé la construction, dans le Consulat népalais à Lhassa, de trois nouveaux bâtiments qui hébergeront le consul et le personnel. En 2009, la Chine avait annoncé le paiement de 180 000 euros pour le Consulat. Le nouveau protocole d'accord signé au mois de novembre 2011 entre le Népal et le gouvernement de la région autonome du Tibet octroie, en plus de la restauration, une représentation plus large, soulevant la controverse des politiciens népalais qui accusent Pékin de vouloir contrôler les relations entre les deux pays pour accroitre sa répression des Tibétains en exil à Népal.

## Liste des chefs de la mission népalaise
1. Juddha Bikram Thapa, 1856-1859
2. Rana Bikram Singh Basnet, 1858 (mort en route pour Lhassa)
3. Capt. Chandra Man Karki, 1860-1865
4. Jeet Man Singh K.C., 1865-1870
5. Jeet Man Singh Silwal, 1870-1876
6. Malika Prasad Thapa, 1876-1882
7. Mahabir Singh Gartaula, 1882-1886
8. Bir Bahadur Sijapati, 1886-1892
9. Amar Dhoj Gharti, 1892-1897
10. Indra Dhoj Pandey, 1897-1901
11. Jeet Bahadur Khatri, 1901-1912
12. Lai Bahadur Basnet, 1912-1923
13. Bal Narsingh Rayamajhi, 1923-1927
14. Rana Gambhir Singh G.C., 1927-1932
15. Gambhir Singh Thapa, 1932-1935
16. Jwala Singh Hamal, 1935-1937
17. Hiranya Bahadur Bista, 1937-1945 (mort à Lhassa)
18. Keshar Bahadur K.C., 1945—1950
19. Nayan Bahadur Khatri, 1950—1952
20. Yuddha Gambhir Singh Gharti Chhetri, 1952—1956

## Liste des consuls généraux népalais
- Dor Bahadur Bista, 1972-1975[9]